# Eduard Ferrer Comas
Eduard Ferrer Comas (Barcelona, 1 d'abril de 1892 - 13 de març de 1978) va ser un artista català del segle XX que es va dedicar, principalment, als gèneres del paisatge, la figura i el bodegó.
Va viure principalment a la ciutat de Barcelona, lloc on hi ha la major part de la seva obra. Des de 1918, acudí a les exposicions de belles arts i de Primavera de Barcelona, fet que li va permetre iniciar la seva trajectòria com a pintor.
Eduardo Federico Guillermo, fill de Carlos Ferrer Mitagna, metge de professió, i Maria Comas Cerdà, naturals de Barcelona i Hospitalet respectivament. Va néixer a Barcelona l'1 d'abril de 1892 i va ser el cinquè de sis germans. Va morir el 13 de març de 1978 a la seva ciutat natal, per causes naturals. Un dia després, es va celebrar una misa a Sant Ramon de Penyafort, a la qual el seu cos va ser traslladat al Cementiri de l'Est, a Poblenou.
Es va casar amb Carme Furnells, nascuda a Barcelona també. El matrimoni va tenir dos fills: Robert i Marta Ferrer Furnells, els quals també es van casar amb les seves respectives parelles i van donar continuïtat al cognom del pintor. És de gran importància d'estar que Marta va treballar com artesana i que el seu marit va ser el conegut decorador català Valeri Corberó i Trepat, que provenia d'una família d'artistes, també. Així doncs, podem trobar un altre personatge important dins el món de l'art, a la família.
Ferrer Comas, no va acudir a la Llotja de Barcelona, acadèmia on els artistes del moment acostumaven a aprendre i millor la seva tècnica artística. Es va formar en diferents tallers privats de París, on va viure els anys al llarg de la seva joventut. Allà va residir al barri de Montparnasse, nucli de la vida intel·lectual i artística de París de l'època. És important, tenir en compte que artistes del món sencer es reunien en aquest districte per créixer artísticament en l'atmosfera creativa del lloc i ambient parisenc. Aquest pintor va compartir la seva experiència parisenca amb un dels seus millors amics, Josep Plagà, artista dedicat a l'escultura.
Montparnasse era una comunitat oberta